# 4225-ös mellékút (Magyarország)
A 4225-ös számú mellékút egy bő 11 kilométer hosszú, négy számjegyű országos közút Békés vármegye és Hajdú-Bihar vármegye határvidékén; Füzesgyarmatot köti össze Darvassal.

## Nyomvonala
Füzesgyarmat központjában ágazik ki a 4212-es útból, annak a 22,650-es kilométerszelvényénél, délkeleti irányban, Mátyás utca néven. 1,4 kilométer után lép ki a lakott területről, a kezdetihez képest kicsit keletebbi irányt követve, majd a 2. kilométere táján egy újabb irányváltással már kelet-északkeleti irányba fordul. A 8. kilométere előtt lépi át Darvas határát, ahol újra valamelyest délebbi irányt vesz. 9,9 kilométer után keresztezi a Berettyó folyását, 11 kilométer után pedig eléri Darvas lakott területének nyugati szélét. Ott újra keleti irányt vesz és úgy ér véget, Petőfi utca néven, beletorkollva a 47-es főútba, annak 60,550-es kilométerszelvénye közelében.
Teljes hossza, az országos közutak térképes nyilvántartását szolgáló kira.gov.hu adatbázisa szerint 11,421 kilométer.

## Települések az út mentén
- Füzesgyarmat
- Darvas